# Hjulhammar
Hjulhammar är en svensk adelsätt.
Ättens stamfader är Staffan Bertilsson (död 1643) som kom från Tibble socken  i Uppland och blev ryttmästare. Hans båda söner Bertil och Nils Staffansson adlades år 1642 på namnet Hjulhammar och introducerades på nummer 302 år 1643. Bröderna fick dock olika sköldebrev. Dessa båda blev stamfäder för varsin gren av ätten.

## Bertil Hjulhammars gren
Bertil Staffansson (död 1643) var ryttmästare vid Upplands regemente till häst. Hans hustru, Brita Ikorn, var dotter till Erik Alfsson Ikorn och Ingeborg Thott af Skebo. Deras äldste son Mattias dömdes till döden för dråp men benådades, varpå han förförde en dotter till Erik Geete. Han fick inga barn. Tre andra söner var barnlösa, men tjänade kronan som militärer, varav en, Leonard Hjulhammar, var överste.
Släktgrenen fortlevde på svärdssidan med yngste sonen Gustaf Hjulhammar som var överstelöjtnant i Adelsfanan och överjägmästare. Han var gift två gånger men fick bara barn i sitt första äktenskap, med Christina Bure vars mor var en Thott af Skebo som hans mor. Deras äldste son Johan for till Turkiet och konverterade till islam. En yngre son Erik stupade vid slaget vid Poltava. Ätten fortlevde på svärdssidan med den yngste sonen major Leonard Gustaf Hjulhammar som var officer i greve Lewenhaupts värvade infanteri. Hans hustru, Elisabeth von Bergen, drunknade tillsammans med två sina äldsta sonsöner när hon flydde från Åland 1742.
Sistnämnda makar fick bara en son som förde ätten vidare, Carl Gustaf Hjulhammar, löjtnant i Adelsfanan och gift med Johanna Elisabeth Forbes af Lund vars mor var en Svinhufvud af Qvalstad. En yngre son till honom introducerades på Finlands riddarhus på nummer 29, men den finländska ätten är utslocknad.

## Nils Staffanssons gren
Nils Staffansson var major vid Östgötlands regemente till fots. Han var gift med Kjerstin Krabbe af Svaneby vars mor var en Ekeblad. En av deras döttrar med stammoder för den yngre grenen av Gyllenhammar. Den andra dottern blev den sista hustrun av ätten Gyllencornett. Ätten fortlevde på svärdssidan med den yngre sonen Lars Gyllenhammar till Eskilsö.

## Personer med efternamnet Hjulhammar
- Carl Hjulhammar (1846–1914), viceamiral
- Johan Hjulhammar (1661–?), sergeant, konvertit till islam